# الحجر الفص النحيت
الحجر الفص النحيت هو نوع من الحجر الجيري المهذب استعمل في بناء معظم العمائر المملوكية ذات الشأن، وهو على هيئة مداميك بيضاء وحمراء، أو بيضاء وصفراء بالتبادل.